# Virginie Caliari
Pour les articles homonymes, voir Caliari.
Virginie Caliari est une actrice française née le 5 mai 1977. Connue pour son rôle du sous-officier de gendarmerie Mathilde Delmas de 2006 à 2013 dans la série Section de recherches, elle pratique également le doublage à partir de 2015. Depuis 2021, elle incarne dans la quotidienne à succès de TF1, Ici tout commence, le rôle de la cheffe végane Olivia Listrac.

## Biographie
Après un baccalauréat option théâtre, elle intègre en 1995 l'École supérieure d'art dramatique de Genève où elle rencontre Georges Wilson qui la met en scène dans Iphigénie de Racine et La Cerisaie de Tchekhov.
En 2001, elle joue dans La Stratégie de l'échec, un film réalisé par Dominique Farrugia d'après son livre éponyme et destiné uniquement au marché de la vidéo. Il l'engage en 2003 sur Comédie !, chaîne  qu'il a fondée, puis sur Canal+ dans l'émission Samedi soir en direct où elle officie dans des sketches avec Kad et Olivier, Gad Elmaleh, Valérie Lemercier, Éric et Ramzy et Michaël Youn.
En 2004, elle joue dans son premier long-métrage au cinéma : Je préfère qu'on reste amis d'Éric Toledano et Olivier Nakache, aux côtés de Jean-Paul Rouve et Gérard Depardieu.
De 2005 à 2007, elle tient le rôle de Béa Forest dans la série SOS 18 sur France 3. Mais c'est pour son rôle du sous-officier de gendarmerie Mathilde Delmas de 2006 à 2013 dans la série Section de recherches de TF1 qu'elle se fait connaitre du public. Elle fait ensuite des apparitions le temps d'un épisode dans les séries Commissaire Magellan en 2013, Camping Paradis en 2014, Cherif et Profilage en 2015. 
À partir de 2021, l’actrice tient un rôle récurrent dans la quotidienne de TF1 Ici tout commence. Elle y interprète Olivia Listrac, une cheffe végane devenue professeure à l’institut Auguste Armand. Elle débutera une histoire amoureuse avec le personnage de Claire Guinot jouée par Catherine Marchal.

## Théâtre
- Iphigénie de Jean Racine, mise en scène Georges Wilson
- Clérambard de Marcel Aymé, mise en scène Georges Wod
- Branquignol de Robert Dhéry, mise en scène Mathieu Mathelin
- Le Malade imaginaire de Molière, mise en scène Yves Mahieu
- La Cerisaie d'Anton Tchekov, mise en scène Georges Wilson
- Le Squat de Jean-Marie Chevret, mise en scène Jean-Pierre Dravel
- Le Carton de Clément Michel, mise en scène Éric Hénon et Clément Michel

## Filmographie

### Cinéma
- 2000 : La Bague de Miren Pradier : Christine (court-métrage)
- 2001 : La Stratégie de l'échec de Dominique Farrugia : l'hôtesse d'accueil
- 2002 : Une place pour la vie de Sébastien Cirade et Bertrand Chesneau : ? (court-métrage)
- 2005 : Je préfère qu'on reste amis... d'Éric Toledano et Olivier Nakache : Barbara
- 2008 : Arrêt demandé de Thomas Perrier : l'esthéticienne (court-métrage)
- 2009 : SARL Noël de Anita Hudson et John Hudson : ? (court-métrage)

### Télévision

#### Téléfilms
- 2002 : Le Jeune Casanova (Il Giovane Casanova) de Giacomo Battiato : Michelle
- 2002 : Les Sarments de la révolte de Christian François : Annie Villeneuve
- 2007 : Le Canapé rouge de Marc Angelo : Nadia Gérard
- 2010 : Fred au Paradis de Philippe Setbon : Nora
- 2017 : Meurtres à Sarlat de Delphine Lemoine : Fanny Dalmas

#### Séries télévisées
- 2001 : PJ : la fausse femme flic (saison 5, épisode 2 : Fausse qualité)
- 2005-2007 : SOS 18 : Béa Forest (saisons 1 à 3)
- 2006-2013 : Section de recherches : l'adjudant, puis adjudant-chef, puis major Mathilde Delmas (saisons 1 à 7)
- 2007 : Greco : l'agent immobilier (saison 1, épisode 4 : Fille de quelqu'un)
- 2013 : Commissaire Magellan : Fanny Castro (épisode 11 : Le Maître des illusions)
- 2014 : Camping Paradis : Delphine Morin/Sabine Morin (saison 5, épisode 6 : Les 12 travaux au camping)
- 2015 : Profilage : Julie Petrelle (saison 6, épisode 7 : Résiliences)
- 2015 : Cherif : Marie-Laure Corri (mère d'une copine de Sara) (saison 3, épisode 8 : Sans appel)
- 2017 : La Vengeance aux yeux clairs : Lilah Benattia (saison 2, épisodes 3 à 5)
- 2018 : Alice Nevers : Le juge est une femme : Florence Dumas (saison 16, épisode 7 : Mères en colère)
- 2021 : Les Invisibles de Chris Briant et Axelle Laffont (épisode 3) : Corrine Bertin
- depuis 2021 : Ici tout commence : Olivia Listrac
- 2022 : Section de recherches : le major Mathilde Delmas (saison 15)

## Doublage

### Cinéma

#### Films
- 2016 : Alice de l'autre côté du miroir : Alexandra (Joanna Bobin)
- 2016 : Un mec ordinaire : Christy (Judy Greer)
- 2017 : Jumanji : Bienvenue dans la jungle : le coach Webb (Missi Pyle)
- 2017 : Toc Toc : Blanca Todas (Alexandra Jiménez)
- 2018 : Pierre Lapin : Sarabeth (Ming-Zhu Hii)

#### Films d'animation
- 2018 : Cro Man : Magma
- 2019 : Abominable : Dr Zara
- 2020 : Soul : Miali
- 2021 : Raya et le Dernier Dragon : la première marchande
- 2021 : Charlotte : la secrétaire
- 2022 : L'Âge de glace : Les Aventures de Buck Wild : Zee[5]

### Télévision

#### Téléfilms
- Lisa Durupt dans :
  - La saison du coup de foudre (2017) : Nina
  - Une bague sous le sapin (2018) : Annie
- 2015 : Les Dessous de Beverly Hills 90210 : Tiffany-Amber Thiessen (Alyssa Lynch)
- 2016 : À la recherche de l'esprit de Noël : Wendy (Karen Holness)
- 2017 : Un Noël pour se retrouver : l'officier Patty (Brigitte Kingsley)
- 2017 : Des révélations pour Noël : Ellie Whitcomb (Aliyah O'Brien)

#### Séries télévisées
- 2012-2017 : Episodes : Lily (Sally Tatum) (7 épisodes), Amanda (Jenna Augen) (3 épisodes)
- 2015 : Les Enquêtes de l'inspecteur Wallander : Rita Larsson (Miranda Pleasence) (saison 4, épisode 2)
- 2016 : MacGyver : Katarina Wagner (Kasha Kropinski (en)) (saison 1, épisode 5)
- 2016-2017 : StartUp : Shelby (Camila Sagardía) (saison 1, épisode 1), Natalia (Rebecca Bujko) (saison 1, épisode 3), Rebekka (Marjorie Parker) (saison 1, épisode 6), Kristina (Liz Godwin) (saison 1, épisode 8)
- 2016-2018 : The Path : Nicole Armstrong (Ali Ahn) (27 épisodes)
- 2017 : Ransom : Gina (Lucy Gaskell) (saison 1, épisode 9)
- 2017 : Blacklist : Linda McFaden (Finnerty Steeves) (saison 4, épisode 19)
- 2017 : Harry Bosch : Anita Benitez (Paola Turbay) (9 épisodes)
- 2017-2018 : Les Feux de l'Amour : Juliet Helton (Laur Allen) (92 épisodes)
- 2017 / 2022 : Bull : l'Agent du FBI Alice Chamblee (Anne Troup) (saison 2, épisode 5 et saison 6, épisode 10)
- 2018 : Les Nouvelles Aventures de Sabrina : Mme Kemper (Sarah-Jane Redmond) (4 épisodes)
- 2018 : Crazy Ex-Girlfriend : Clarice (Carrie Clifford) (3 épisodes)
- 2018 : Chicago Med : Margo DiMilio (Rebekah Ward) (saison 3, épisode 10)
- 2018-2019 : Insatiable : Regina Sinclair (Arden Myrin) (16 épisodes)
- 2022 : Inventing Anna : l'agent Catherine McCaw (Rebecca Henderson) (mini-série)
- 2022 : Obi-Wan Kenobi : Tala (Indira Varma) (mini-série)
- 2023 : Young Rock : Cyndi Lauper (Rebecca Quin) (Saison 3 Episodes 1 & 12)

#### Séries d'animation
- 2016-2018 : En route : Les Aventures de Tif et Oh : Moochie, Apple, Chelsea, Fox, Granizor et Crushtina
- 2018-2019 : Trolls : En avant la musique ! : Bernice, Harper, Dr Plimsy et Boussole Duluth
- 2018-2019 : Les Aventures extraordinaires de Capitaine Superslip : Erica
- 2019 : Kung Fu Panda : Les Pattes du destin : la dent de Jade
- 2022 : Cars : Sur la route : Flo, Bella, Mae Pillar-Dure, Voiture Femme 1